# 上原里香
上原 里香（うえはら りか、1981年12月16日 - ）は、日本の元AV女優。
千葉県出身。血液型：O型。身長：156cm。スリーサイズ：B88・W60・H87。Eカップ

## 略歴
- 2001年 - 『day dreaming』でAVデビュー。

## 作品

### アダルトビデオ
- day dreaming（2001年11月30日、アリスJAPAN）
- さわって、わかる、好き（2001年12月28日、アリスJAPAN）
- 温泉でイこう!（2002年3月1日、MOODYZ）
- 愛の嵐 熱海で"昭和枯れすすき"の巻（2002年4月1日、MOODYZ）
- ぶっかけ中出し（2002年5月1日、MOODYZ）
- Angel（2002年6月8日、アイデアポケット）
- 看護婦レイプ 凌辱の手術台（2002年7月8日、アタッカーズ）
- レズられた私　（2002年10月5日、SODクリエイト）共演:小森詩、TAKAKO
- 上原里香争奮 まっ暗闇合同SEX 2 おまけは巨乳・熟女・ニューハーフ（2002年11月4日、SODクリエイト）
- 初めまして、ザーメン君 2（2002年11月20日、SODクリエイト）共演:桜田由加里
- 蛇縛の女獄監禁（2003年5月8日、アタッカーズ）